# Pachybrachis sanrita
Pachybrachis sanrita är en skalbaggsart som beskrevs av Bowditch 1909. Pachybrachis sanrita ingår i släktet Pachybrachis och familjen bladbaggar. Inga underarter finns listade i Catalogue of Life.